# La France musicale
La France musicale est une revue musicale hebdomadaire française fondée en 1837 à Paris par Jules Maurel et les frères Escudier, dirigée par Léon Escudier (1821-1881) et Marie Escudier (1809-1880).
La publication prend pour nouveau titre La Musique en 1849 et paraît jusqu’en juillet 1870 sous des titres divers.
Le chapitre III de Massimilla Doni d’Honoré de Balzac y fut publié en 1839, sous le titre Une représentation du Mosè in Egitto  de Rossini à Venise, avec un préambule soulignant le rôle que Stendhal avait joué pour faire connaître le musicien Rossini en France.